# سونی تاراپوروالا
سونی تاراپوروالا (انگلیسی: Sooni Taraporevala؛ زادهٔ ۱۹۵۷) فیلم‌نامه‌نویس، کارگردان فیلم و عکاس اهل هند است. وی از سال ۱۹۸۸ میلادی تاکنون مشغول فعالیت بوده‌است.
وی نویسنده فیلم‌هایی همچون میسیسیپی ماسالا و سلام بمبئی بوده‌است.